# چارلز بنت (فیلم‌نامه‌نویس)
چارلز بنت (انگلیسی: Charles Bennett; ۲ اوت ۱۸۹۹ – ۱۵ ژوئن ۱۹۹۵) یک فیلم‌نامه‌نویس و نمایش‌نامه‌نویس اهل بریتانیا بود.
وی فیلم‌نامه‌نویس فیلم‌هایی همچون باج‌گیری، مردی که زیاد می‌دانست (۱۹۳۴)، ۳۹ پله، خرابکاری، مامور مخفی، ماجراهای مارکو پولو، خبرنگار خارجی، خراب‌کار، سفر به قعر دریا و مردی که زیاد می‌دانست (۱۹۵۶) بوده است.

## مرگ
بنت در سال ۱۹۹۵ در لس آنجلس درگذشت.